# PRR GG1 sorozat

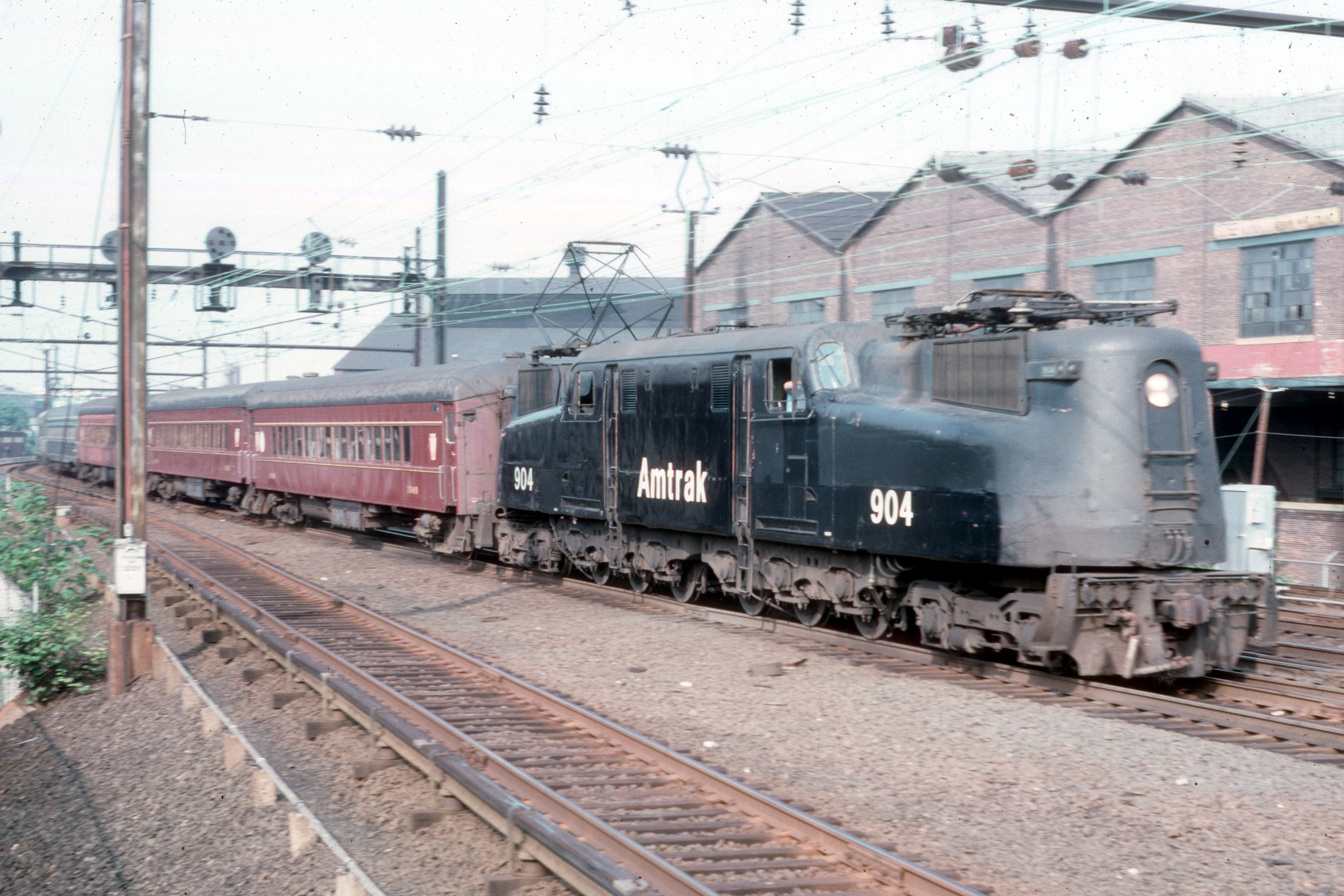
Egy mozdony már az Amtrak szolgálatában 1975-ben

A PRR GG1 sorozat (Pennsylvania Railroad GG1 sorozat) egy 2'Co'Co'2' tengelyelrendezésű villamosmozdony-sorozat volt. A Baldwin és a General Electric gyártotta a Pennsylvania Railroad számára 1935 és 1943 között. Összesen 139 db készült belőle. A mozdony 11 kV, 25 Hz AC áramrendszerű volt, teljesítménye 3 442 kW - 3 680 kW volt. A sorozat működése során több vasúttársaságnál is szolgált: A Pennsylvania Railroad után a Penn Centralhoz kerültek, majd annak csődje után a Conrailhoz. Később innen az Amtrak vette át a mozdonyokat, hogy végül a New Jersey Transithoz kerüljenek, ahol az utolsó példányok egészen 1989-ig szolgálatban voltak.